# Црква Светог пророка Илије у Буцаљеву
Црква Светог пророка Илије у Буцаљеву, насељеном месту на територији општине Босилеград, православни је храм који припада Епархији врањској Српске православне цркве.
Црква скромних димензија, посвећене Светом пророку Илији потиче из друге половине 19. века. Реновирана је делимично после 2000. године. Урађена је нова кровна конструкција. Сеоска и храмовна слава је Свети пророк Илија.